# Aída Cartagena Portalatín
Aída Cartagena Portalatín (18 juin 1918 - 3 juin 1994) est une poétesse, écrivaine, essayiste et critique littéraire dominicaine. Elle écrit en espagnol, et une partie de son travail est traduite en anglais et dans d'autres langues. Elle est connue pour sa participation au mouvement littéraire et la revue dominicaine La Poesía Sorprendida.

## Biographie
Cartagena Portalatín naît à Moca, où elle fait ses études élémentaires et secondaires. Elle est la fille de Felipe Cartagena Estrella et Olimpia Portalatín. Elle s'installe ensuite à Saint-Domingue, où elle obtient son doctorat en sciences humaines à l'université autonome de Saint-Domingue. Elle poursuit ses études de troisième cycle à l'École du Louvre à Paris et se spécialise en muséologie et théorie des beaux-arts,. Comme elle n'arrive pas à vivre de ses écrits, elle exerce plusieurs métiers. Elle enseigne l'histoire de l'art, l'art colonial et l'histoire des civilisations et dirige le Museo de Antropología à l'université autonome de Saint-Domingue. Elle co-édite des revues, elle est chercheuse et publie un ouvrage sur l'Afrique et sa diaspora Las Culturas africanas. Elle est éditrice et propriétaire de la série d'ouvrages publiés sous le nom de La Isla Necesaria. Les livres de cette série avaient en première de couverture deux vignettes-illustrations: une de Aída Cartagena Portalatín et une de Eugenio Granell,.    
Elle meurt de complications pulmonaires le 3 juin 1994, à Saint-Domingue.

## Mouvement artistique
Au début de sa carrière, Cartagena Portalatín fait partie du mouvement « Poesía Sorprendida » (poésie surprise) en République dominicaine. Ce mouvement littéraire, qui se développe dans le contexte politique et culturel du régime de Rafael Trujillo, accompagne la création en octobre 1943 de la revue La Poesía Sorprendida. Cartagena Portalatín est la seule femme de ce mouvement révolutionnaire qui réunit d'autres membres fondateurs comme Franklin Mieses Burgos, Antonio Fernández, Alberto Baeza Flores, Domingo Moreno Jiménez et Mariano Lebrón Saviñón,. Ce mouvement connaît un succès surprenant et se révèle au grand jour, malgré la tyrannie de Rafael Trujillo qui interdit strictement toute liberté d'expression. La Poesia Sorprendida est fermée en 1947 par le régime de Trujillo. La philosophie des militants est la suivante : « Nous sommes nourris par une poésie nationale, dans sa façon d'être universelle et unique par elle-même ; à la fois classique hier, aujourd'hui, demain, créant sans limites, sans frontière et permanente ; et l'homme mystérieux, monde universel, secret, solitaire et intime, créateur toujours ». 
Elle fréquente également le groupe Presencia Africana où elle rencontre les poètes Nicolás Guillén, Léopold Sédar Senghor et Aimé Césaire. 
Aída Cartagena Portalatín se distingue comme une voix universelle qui s'exprime néanmoins à partir d'un endroit particulier des Caraïbes. Pourtant son travail est souvent ignoré, comme en témoigne le manque d'inclusion de son travail dans les bibliothèques, les ouvrages de référence et les sources de littérature en ligne. Son travail est à la fois philosophique et historique, reflétant une large vision du monde, englobant des thèmes tels que le féminisme, le colonialisme, l'impérialisme, ainsi que les événements contemporains de son époque. Ses nombreux voyages en Europe, en Amérique latine et en Afrique lui offrent des expériences de première main qu'elle transforme ensuite en énergie et en inspiration pour écrire ses pièces littéraires. 
Un de ses poèmes les plus célèbres est Una mujer está sola, qui commence par les lignes : « Una mujer está sola. Sola con su estatura. Con los ojos abiertos. Con los brazos abiertos. Con el corazón abierto como un silencio ancho. » [Une femme est seule. Seule debout. Les yeux ouverts. Les bras ouverts. Avec son cœur ouvert comme un large silence]. Dans un autre poème, elle fait référence à la politique raciale américaine à l'égard des Afro-Américains, à travers les propos d'une mère dominicaine : « de su vientre nacieron siete hijos / que serían en Dallas, Memphis o Birmingham un problema racial / (ni blancos ni negros) » (de son ventre sont nés sept enfants / qui seraient à Dallas, Memphis ou Birmingham un problème racial / (ni blanc ni noir), p. 207, Obra poética completa : 1955-1984.
En 1965, Cartagena Portalatín est conseillère auprès de l'Unesco à Paris,. En 1969, elle est finaliste du prestigieux concours international de prix littéraire Premio Biblioteca Breve Editorial Seix Barral, à Barcelone, pour son roman Escalera para Electra. Elle publie un autre poème célèbre, Yania Tierra en 1981. Poema Documento (poème documentaire), est le sous-titre de ce livre poétique, qui retrace l'histoire de la République dominicaine à travers le point de vue de Yania Tierra, une personnification féminine de la nation. 
Elle est collaboratrice de périodiques, dont La Poesia Sorprendida et la Nación.
En 2005 la VIe Feria Internacional del Libro Dominicano Hispano, qui s'est tenue à Orlando, Floride, lui est dédiée.

## Œuvres
- (es) Víspera del sueño, poemas para un atardecer, Ciudad Trujillo, República Dominicana, Ediciones La Poesía Sorprendida, coll. « El Desvelado solitario », 1944 (OCLC 31233819)
- (es) Llamale Verde (poèmes), Ediciones La Poesía Sorprendida, 1945
- (es) Del sueño al mundo, Ciudad Trujillo, República Dominicana, Ediciones La Poesía sorprendida, coll. « El Desvelado solitario », 1945 (OCLC 26291193)
- (es) Mi mundo el mar, Poema, Ciudad Trujillo, República Dominicana, La Española, coll. « Isla necesaria » (no 2), 1953 (OCLC 24125893)
- (es) Una Mujer Está Sola, Ediciones Ferilibro, 2005 (1re éd. 1955), 60 p. (ISBN 99934-42-35-6, présentation en ligne)
- (es) La voz desatada : [poemas], Santo Domingo, República Dominicana, Brigadas Dominicanas, coll. « Baluarte » (no 2), 1962, 38 p. (OCLC 434434365)
- (es) La tierra escrita; [elegías], Saint-Domingue, Brigadas Dominicanas, coll. « Baluarte » (no 15), 1967, 99 p. (OCLC 3651834)
- (es) Escalera para Electra : novela, Santo Domingo, Rep. Dominicana, Univ. Autónoma de Santo Domingo, coll. « Brigadas Universitarias » (no 3), 1970, 153 p. (OCLC 651392628)
- (es) Narradores dominicanos : antología, Caracas, Monte Avila, 1969, 153 p. (OCLC 318225518)
- (es) Dos técnicas cerámicas indoantillanas; diagnóstico de origen de los yacimientos de las Antillas Mayores, Saint-Domingue, Instituto Dominicano de Antropología, coll. « Santo Domingo (Dominican Republic); Universidad Autónoma; Museo de Antropología; Boletín informativo », 197-, 22 p. (OCLC 1210714)
- (es) avec Universidad Autónoma de Santo Domingo, Museo de Antropología, Danza, música e instrumentos de los indios de la Española, Santo Domingo, Rep. Dominicana, Museo de Antropología, Universidad Autónoma de Santo Domingo, Facultad de Humanidades, coll. « Latin American documents », 1974, 1198, 12 éd., 52 p. (OCLC 33179155)
- (es) Tablero : doce cuentos de lo popular a lo culto, Santo Domingo, República Dominicana, Taller, coll. « Biblioteca Taller » (no 109), 1978 (OCLC 5102715)
- (es) Yania tierra : poema documento, Santo Domingo?, coll. « Montesinos » (no 3), 1981?, 82 p. (OCLC 1025792092)
- (es) En la casa del tiempo, Saint-Domingue, Universidad Autónoma de Santo Domingo, coll. « Montesinos » (no 5), 1984, 75 p. (OCLC 13688095)
- (es) La tarde en que murió Estefanía : novela, Santo Domingo, República Dominicana, Taller, coll. « Biblioteca Taller » (no 143), 1983, 210 p. (ISBN 84-8400-095-8)
- (es) Culturas africanas : rebeldes con causa, Saint-Domingue, Taller, coll. « Montesinos, Orfeo, Biblioteca National », 1986 (OCLC 918436385)
- (es) avec José Rafael Sosa et Universidad Autónoma de Santo Domingo., Mujer y literatura, vol. 490, Santo Domingo, República Dominicana, Universitaria-UASD, coll. « Publicaciones de la Universidad Autónoma de Santo Domingo », 1986, 148 p. (OCLC 18629504)
- (es) Del desconsuelo al compromiso = From desolation to compromise : a bilingual anthology of poetry of Aída Cartagena Portalatín, Saint-Domingue, Taller, coll. « Montesinos » (no 10), 1988, 125 p. (OCLC 18740169)
- (es) Vispera del sueño ; Del sueño al mundo : homenaje póstumo (XXIIIe siècle Feria Nacional del Libro José Martí-Máximo Gómez), Domenican Republic ?, 1995 ?, 54 p. (OCLC 33662265)
- (es) avec Mateo Morrison, Aída Cartagena Portalatín : selección poética, Santo Domingo, República Dominicana, Secretaría de Estado de la Mujer : Consejo Nacional de Educación Superior : Espacios Culturales, 2000, 165 p. (ISBN 99934-41-01-5)
- (es) Obra poética completa (1955-1984), vol. 3, Saint-Domingue, Biblioteca Nacional de la República Dominicana, coll. « Biblioteca Nacional de la República Dominicana / poésia » (no 1), 2000, 491 p. (ISBN 99934-41-01-5, OCLC 902134381)